# موزمبيق
مُوزَنْبِيق دولة في شرقي إفريقيا على المحيط الهندي قبالةَ جزيرة مدغشقر بينهما مجاز بحري يعرف بخليج موزنبيق، واسمها الرسمي جُمْهُورِيَّةُ مُوزَنْبِيق (بالسواحلية: جَمهُورِ يَ مسُمبِيجِ؛ وبالبرتغالية: República de Moçambique). وتحدها طنزانيا من الشمال، وملاوي وزامبيا من الشمال الغربي، وزيمبابوي من الغرب، سواتينة وجنوب إفريقيا من الجنوب الغربي، وتقع جزر القمر شمال شرق سواحلها تقابلها وبينهما القناة الموزنبيقية. عاصمتها وأكبر مدنها هي مافوطة وتقع في الطرف الجنوبي للبلاد.
موزنبيق إحدى دول شرقي إفريقيا – نالت استقلالها 1395 هـ - 1975 م بعد استعمار برتغالي دام أربعة قرون ونصف، فقد بدأت سيطرة البرتغال في مستهل القرن العاشر الهجري، أي في بداية القرن السادس عشر الميلادي.
يستند اقتصاد البلاد إلى حد كبير على الزراعة، والصناعة ولا سيما الأغذية والمشروبات، الصناعات الكيميائية، ويتزايد إنتاج الألومنيوم والبترول، كما ينمو قطاع السياحة في البلاد. جنوب إفريقيا هي الشريك التجاري الرئيسي لموزنبيق ومصدر الاستثمار الأجنبي المباشر. البرتغال والبرازيل، وإسبانيا وبلجيكا أيضا من بين أهم الشركاء الاقتصاديين في البلاد.
اللغة الرسمية الوحيدة في موزنبيق هي البرتغالية التي يتكلمها الناس في المناطق الحضرية كلغة أولى أو ثانية حوالي نصف السكان، وتشمل اللغات الأصلية المشتركة تسونجا وماخوا وسينا وتشيتشيوا والسواحلية. ويبلغ عدد سكان البلاد حوالي 34 مليون حسب تقديرات عام 2024، الأغلبية الساحقة هم من شعوب البانتو. أكبر دين في موزنبيق هو المسيحية، مع أقليات كبيرة من اتباع الديانات التقليدية الأفريقية والإسلام، وموزنبيق عضو في الاتحاد الأفريقي، دول الكومنولث، مجتمع بلدان اللغة البرتغالية، والاتحاد اللاتيني، ومنظمة التعاون الإسلامي، الجماعة الإنمائية للجنوب الأفريقي والفرنكوفونية.

## التسمية
ترجع أصل تسمية موزنبيق لهذا الاسم إلى التاجر العماني موسى بن بيق، كان حاكم جزيرة موزنبيق قبل أن يحتلها البرتغاليون حوالي عام 1500.
كان موسى بن بيق تاجرًا عربيًا من سلطنة عمان وهو أول من زار الجزيرة من العرب وعاش فيما بعد فيها. وسُميت الجزيرة عليه، وبعد ذلك سُميت اليابسة المقابلة لجزيرة بأكملها باسمه موزامبيق.

## التاريخ
كان السكان الأوائل لما يُعرف الآن بموزنبيق هم الصيادون وجامعو الثمار من شعب سان، أسلاف شعب الخويساني. وفي الفترة ما بين القرنين الأول والخامس الميلاديين، هاجرت موجات من الناطقين بلغة البانتو من الشمال عبر نهر زنبيزة ثم تدريجيًا إلى الهضبة والمناطق الساحلية. وكان البانتو مزارعين وعمال حديد.
هاجرت الشعوب الناطقة بالبانتو إلى موزنبيق في وقت مبكر من القرن الرابع قبل الميلاد. ويُعتقد أنه بين القرنين الأول والخامس الميلاديين، مرت موجات الهجرة من الغرب والشمال عبر وادي نهر زمبيزي ثم تدريجيًا إلى الهضبة والمناطق الساحلية في جنوب إفريقيا. وقد أسسوا مجتمعات زراعية أو مجتمعات تعتمد على رعي الماشية. كما أحضروا معهم تكنولوجيا صهر وحدادة الحديد.

### ساحل الساحلية

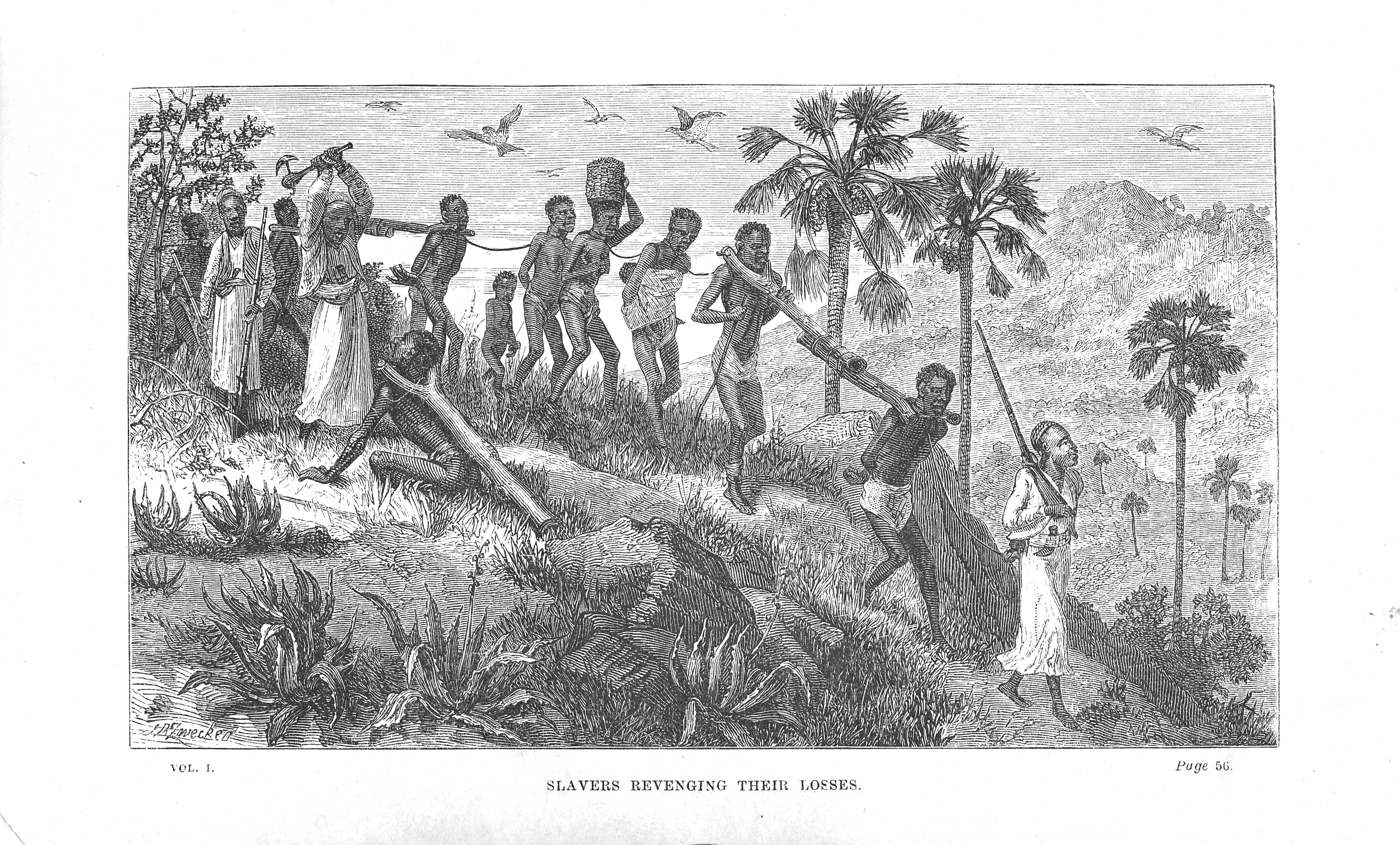
تجار الرقيق العرب السواحليون وأسراهم على نهر روفوما.

منذ أواخر الألفية الأولى الميلادية، امتدت شبكات التجارة الشاسعة في المحيط الهندي إلى الجنوب في موزنبيق كما يتضح من مدينة الميناء القديمة تشيبوين. بدءًا من القرن التاسع، أدى الانخراط المتزايد في تجارة المحيط الهندي إلى تطوير العديد من مدن الموانئ على طول ساحل شرق إفريقيا بالكامل، بما في ذلك موزنبيق الحديثة. شاركت هذه المدن، التي تتمتع بالحكم الذاتي إلى حد كبير، على نطاق واسع في الثقافة السواحيلية الناشئة . غالبًا ما تبنت النخب الحضرية الإسلام، مما سهل التجارة. في موزنبيق، كانت سوفالا وأنغوشي وجزيرة موزنبيق قوى إقليمية بحلول القرن الخامس عشر.

## الجغرافيا

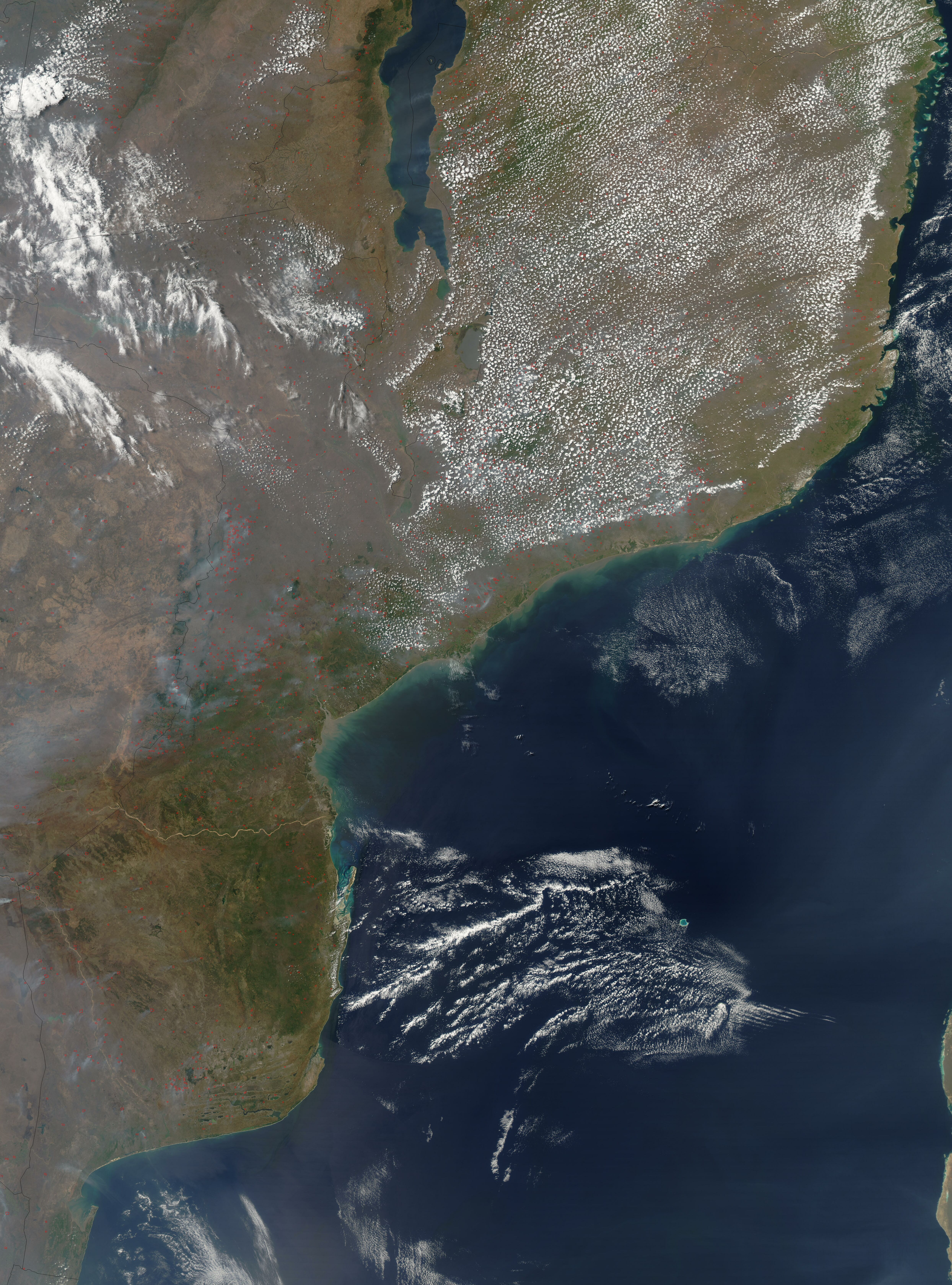
صورة فضائية للموزنبيق

### الموقع
توجد موزميبق في جنوب شرقي القارة الأفريقية، تطل على المحيط الهندي بساحل يزيد على ألفي كيلومتر، ويمثل هذا حدودها الشرقية، وتشترك حدودها الشمالية مع تنزانيا، وفي الغرب تشترك حدودها مع زامبيا وملاوي وزيمبابوي وفي الجنوب سوازي لاند وجمهورية اتحاد جنوب إفريقيا، تقع موزنبيق بين خطي العرض 10 ° و27° جنوبًا وخطي طول 30° و41° شرقًا. وثمثل موزنبيق مخرجا ساحلياً للعديد من جنوب إفريقيا الداخلية مثل ملاوي وزامبيا وزمبابوي وبتسوانا وكذلك مخرجا لولاية ترنسفال في جمهورية اتحاد جنوب إفريقيا، وتبلغ مساحة موزنبيق (801,590 كم) وسكانها حسب إحصائيات سنة 2024 (34,7 مليون نسمة، وعاصمة البلاد مدينة مابوتو وأهم موانئها بيرا، وتنقسم البلاد إلى 10 ولايات.

### الأرض

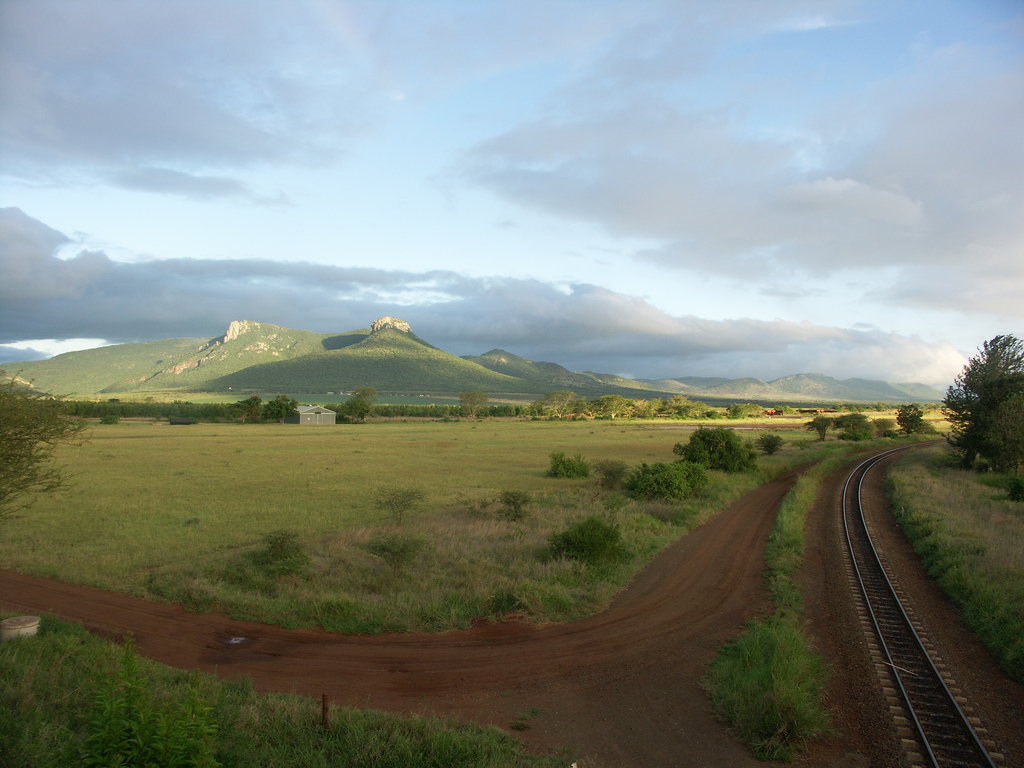
جبال ليبومبو

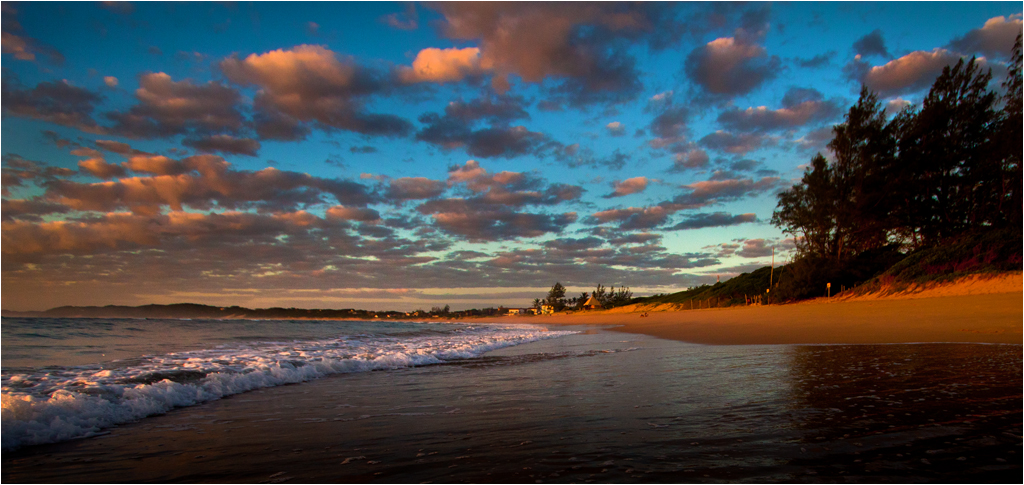
بونتا دو أورو

أرض موزنبيق تأخد شكل مستطيل غير منظم الأضلاع، أطول أضلاعه الجبهة الساحلية في الشرق وتطل على المحيط الهندي بطول يجاوز ألفي كيلومتر، وتبدأ بسهول ساحلية عريضة تشكل خمسي مساحتها ويخترقها العديد من الأنهار التي تنتهي مصابها في المحيط الهندي منها نهر الزمبيري، ونهر ليمبوبو، ونهر بنجوي، ونهر بوزي، ونهر سابي (سافي)، ويشكل نهر روفوما الحدود الشمالية بينها وبين تنزانيا، وترتفع أرض موزنبيق بالاتجاه نحو الغرب.

### المناخ

خريطة تصنيف كوبن للمناخ في موزنبيق

مناخ موزنبيق حار رطب لاسيما القسم الساحلي، ويزيد من حرارته مرور تيار موزنبيق بسواحلها الطويلة، وتغزر الأمطار في الجنوب، ومعظمها يسقط في الصيف الجنوبي، وتقل الحرارة على المرتفعات الداخلية.

## الديموغرافيا

### السكان
ينتمي أغلب سكان موزنبيق إلى العناصر السوداء المعروفة بالبانتو (بانتو الوسط) ومنهم الياو، والسواحليون في النطاق الساحلي، والشونا، وتسنجا وهناك أقلية من الآسيويين المهاجرين، وأقلية من البيض معظمهم من البرتغاليين، ويتمركز السكان في النطاق السهلي، حيث توجد أغلب المدن مثل موزنبيق، وبيرا وسفالة، ومابوتو العاصمة. وكانت تسمي (لورنزوماكيز)، والمستوي الاقتصادي للدخول منخفض، لذا يهاجر العديد من العمال من موزنبيق إلى زيمبابوي، واتحاد جنوب إفريقيا حيث يشتغلون كعمال في الزراعة، والمناجم، ولقد دفعتهم أسباب عديدة للهجرة منها.
- عدم استقرار الأمن.
- معارضة التغير الاجتماعي.
- فقر البلاد وضعف مواردها.
- انتشار البطالة، ولقد انعكس هذا على موارد البلاد.

### الدين

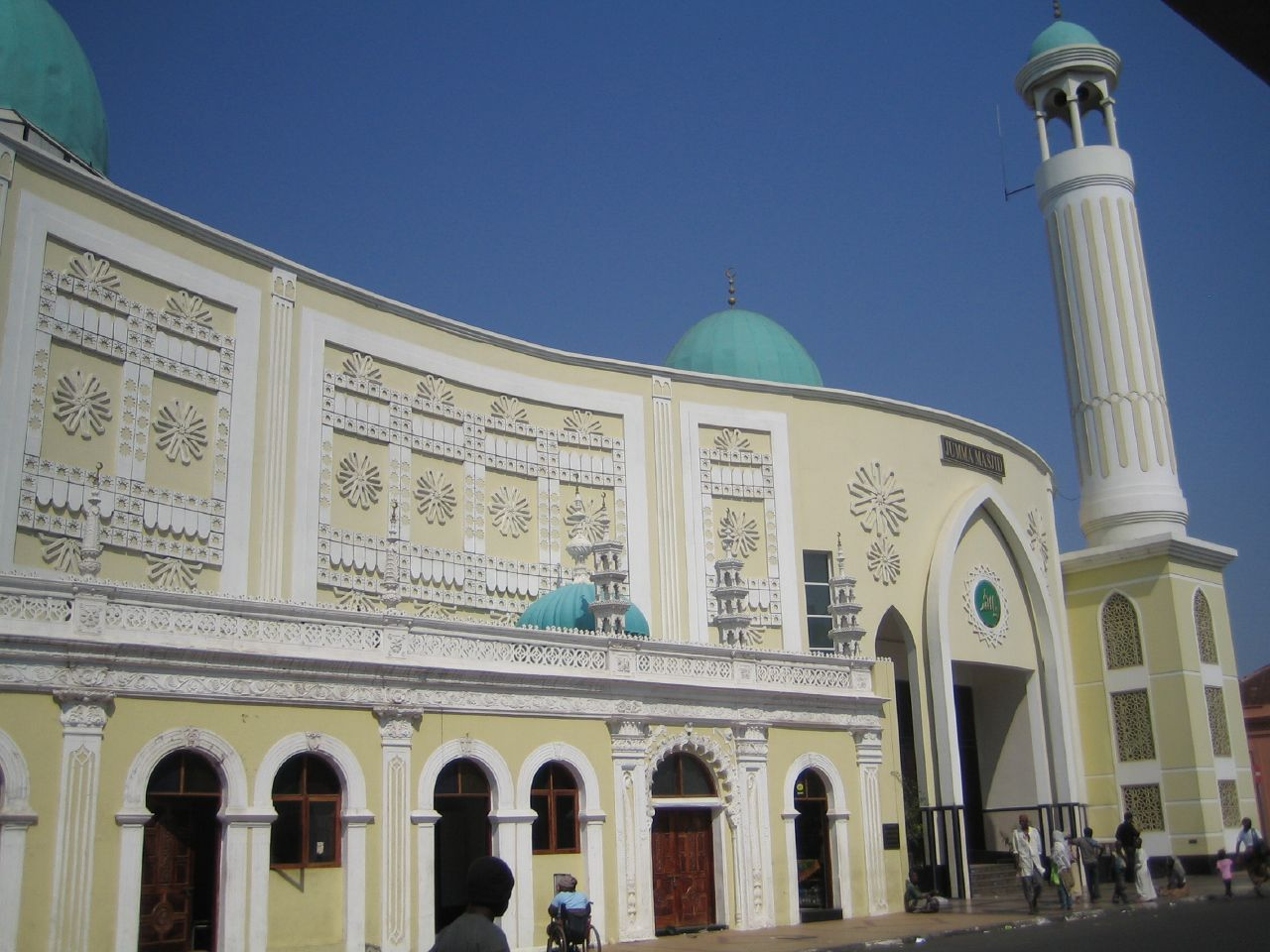
مسجد في وسط العاصمة مدينة مابوتو

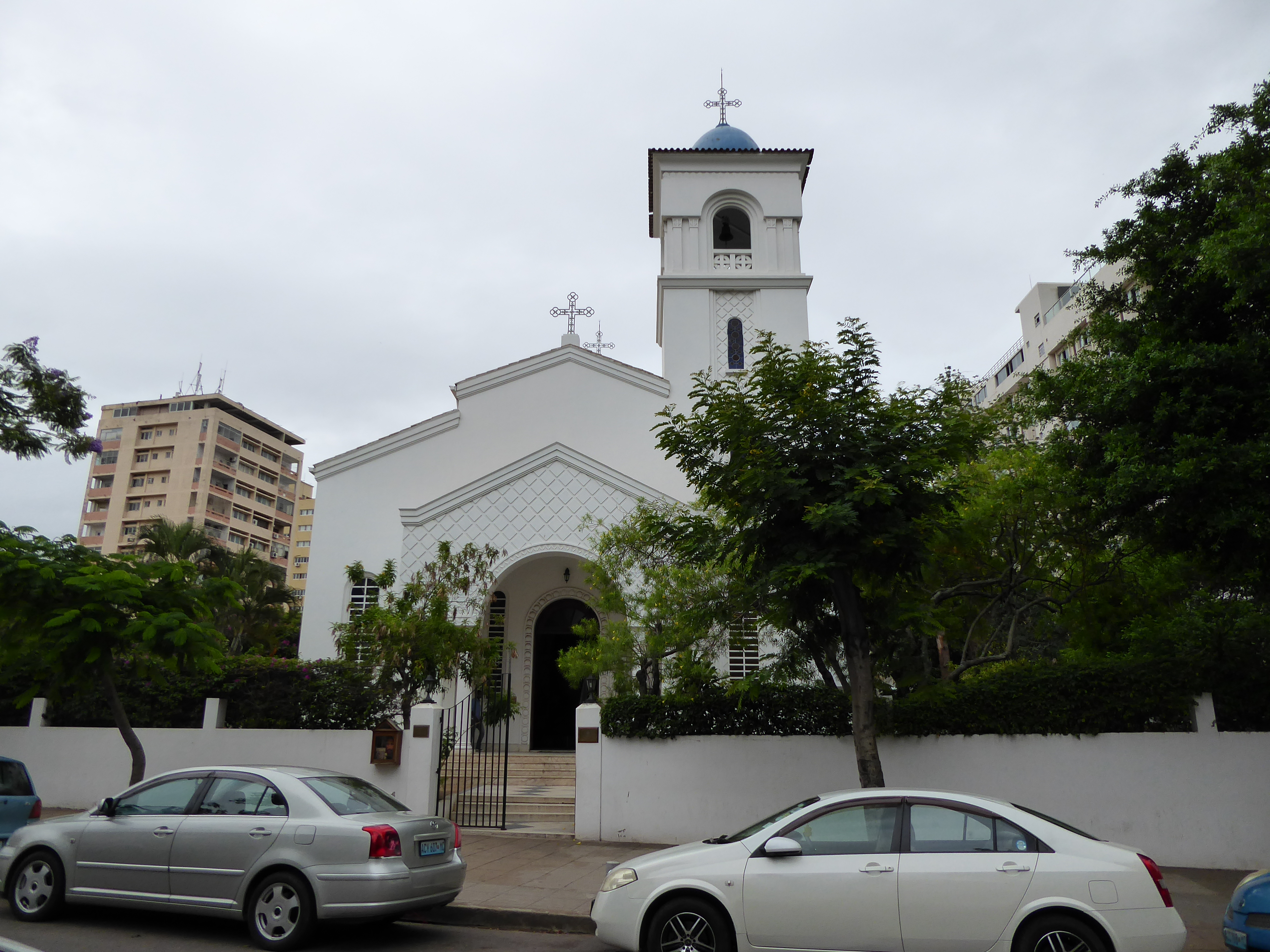
كاتدرائية أرتودوكسا أركانجيل ميكايل غابرييل في مابوتو

الدين في موزنبيق (تقديرات عام 2020)

### اللغات
لغة الإيماكو Emakhuwa 26.1%، ولغة كسيشانجانا Xichangana 11.3%، والبرتغالية 8.8% (وهي اللغة الرسمية، ويتحدث بها 27% من السكان كلغة ثانية)، ولغة إلوموي Elomwe 7.6%، وسيسينا Cisena 6.8%، وإيشووابو Echuwabo 5.8%، ولغات موزنبيقية أخرى 32%، ولغات أجنبية أخرى 0.3%، ولغات غير محددة 1.3%، طبقاً للتعداد السكاني عام 1997.

## السياسة

### التقسيم الإداري

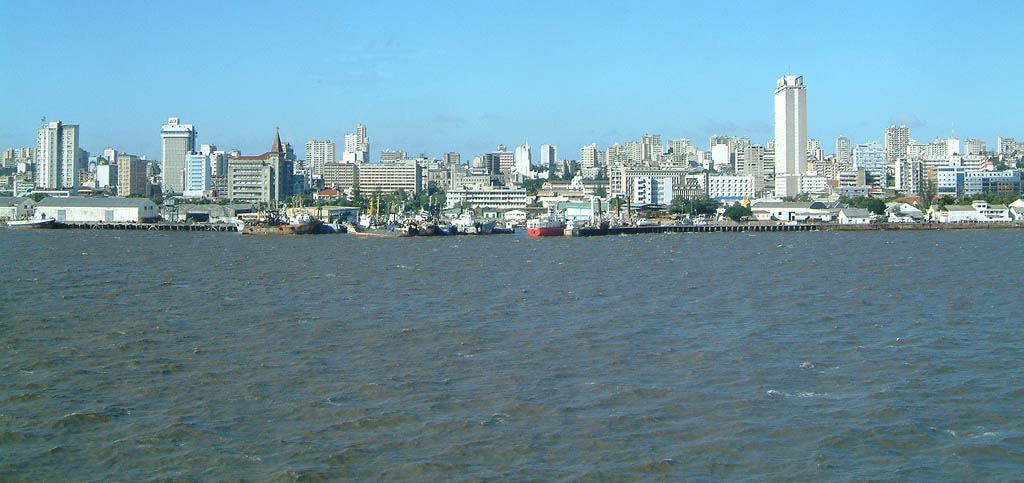
منظر بارونامي لمدينة مابوتو، عاصمة موزنبيق وأكبر مدنها. مدينة مابوتو مختلفة عن محافظة مابوتو.

تنقسم موزنبيق إلى 10 محافظات (provincias) ومدينة عاصمة واحدة (cidade capital) بمستوى محافظة. وتنقسم هذه المحافظات إلى 129 ضاحية (distritos) وتنقسم هذه الضواحي إلى 405 مركز ( Postos Administrativos ) وتنقسم المراكز إلى محليات (Localidades) وهي أقل مستوى إداري. منذ عام 1998 تم إنشاء 53 بلدية (Municípios) في موزنبيق.
| 1. محافظة نياسا - (Niassa) 2. محافظة كابو ديلغادو - (Cabo Delgado) 3. محافظة نامبولا - (Nampula) 4. محافظة تيتي - (Tete) 5. محافظة زامبيزيا - (Zambezia) 6. محافظة مانيكا - (Manica) 7. محافظة سوفالا - (Sofala) 8. محافظة جازا - (Gaza) 9. محافظة إنهامبان - (Inhambane) 10. مدينة مابوتو - (City of Maputo) 11. محافظة مابوتو - (Maputo Province) | خريطة موزمبيق مع المحافظات مرقمه كما في الجدول |

تنقسم ضواحي موزنبيق إلى 405 مركز. وهذه المراكز هي الأساسية للضواحي. واستخدم هذه الاسم أي المركز ( postos ) منذ أيام الاستعمار وتم إبطاله واستخدام مصطلح محليات ( localidades ) بعد الاستقلال. وتم إعادة استخدامه في عام 1986.
 السكرتير ( Secretários ) هو المسمى الوظيفي لمدير هذه المراكز، وكان يسمى قبل الاستقلال بمسمى رئيس المركز ( Chefes de Posto ). وتنقسم هذه المراكز إلى محليات وهي أيضاً تدار بواسطة سكرتير.

## الاقتصاد
كانت موزنبيق، حين نالت استقلالها عام 1975، واحدة من أفقر دول العالم. وتفاقم وضعها جراء سوء الإدارة الاشتراكية، والحرب الأهلية التي عصفت بالبلاد من عام 1977 حتى عام 1992. وفي عام 1987، شرعت الحكومة في سلسلة من الإصلاحات الشاملة، استهدفت تحقيق الاستقرار الاقتصادي. وقد أسفرت هذه الخطوات، إلى جانب مساعدات المانحين، والاستقرار السياسي منذ الانتخابات التعددية من عام 1994، عن تحسينات كبيرة في معدل النمو؛ فانخفض التضخم إلى أقلّ من 10 في المائة، في أواخر التسعينيات من القرن الماضي؛ على الرغم من أنه عاود ارتفاعه، في 2000 – 2006. وفي عام 2007، انخفض التضخم إلى 8%، بينما وصل نمو إجمالي الناتج المحلي إلى 7.5%.
وأدت الإصلاحات المالية، التي شملت العمل بالضريبة المضافة القيمة، وإصلاح الخدمة الجمركية، إلى تحسين الإيرادات الحكومية. بيد أن البلاد، لا تزال تعتمد على المعونات الخارجية، لتحقيق التوازن في موازناتها، ودفع الخلل التجاري، الذي تفوق فيه وارداتها ما تصدره بنسبة كبيرة. كما أن معظم السكان لا يزال تحت مستوى خط الفقر. ويستمر الكيان الزراعي في استخدام الغالبية العظمى من القوى العاملة للدولة. ولا تزال البلاد تعاني خللاً تجارياً شديداً، على الرغم من أن افتتاح مشروع «موزال» لصهر الألومنيوم، أكبر مشروعات الاستثمارات الأجنبي في البلاد، قد رفع قيمة عائدات الصادرات.
في نهاية عام 2007، وبعد سنوات من المفاوضات مع الحكومة البرتغالية، استعادت موزنبيق حصة البرتغال الكبيرة من ملكية شركة سد كاهورا باسا للطاقة الكهرمائية، حيث رفضت البرتغال تسليم هذا السد لموزنبيق عقب الاستقلال، بسبب الحرب الأهلية التي نشبت وعدم تسديد موزنبيق لديونها للبرتغال.
تحتاج البلاد لمزيد من الطاقة اللازمة لمشاريع استثمارات إضافية مثل: استخراج التيتانيوم، وتجهيز وتصنيع الملابس الجاهزة، التي يمكن أن تغطي الفجوة ما بين قيمة الصادرات والواردات. واستطاعت موزنبيق التخلص من جزء كبير من الديون الخارجية بإعفائها منها، أو إعادة جدولتها من خلال مبادرة صندوق النقد الدولي للبلدان الفقيرة المثقلة بالديون، حتى أصبحت ديونها الآن عند مستوى معقول.
في تموز 2007 وقعت موزنبيق اتفاقية مع مؤسسة تحدي الألفية، دخلت حيز التنفيذ في سبتمبر 2008، لمدة خمس سنوات. وسوف تركز مشاريع الاتفاقية على تحسين الصرف الصحي والطرق والزراعة، وتنظيم بيئة الأعمال التجارية، وذلك في محاولة لحفز النمو الاقتصادي في أربع محافظات شمال البلاد.
احتلت موزامبيق المركز 126 في مؤشر الابتكار العالمي عام 2023. في حين تراجعت للمركز 128 في مؤشر عام 2024.

### الزراعة والمنتجات
من أهم المنتجات الزراعية في موزنبيق: القطن، وجوز البلاذر الأمريكي، وقصب السكر، وشاي عربي، والمنيهوت، والذرة، وجوز الهند، والحبال، والموالح، والفواكه الاستوائية، والبطاطس، ودوار الشمس. ومن أهم منتجاتها الحيوانية: لحوم الأبقار والدواجن.

### الصناعات
من أهم الصناعات في موزنبيق: الصناعات الغذائية، والمشروبات، والكيماويات (الأسمدة، والصابون، والدهانات)، والألومنيوم، والمنتجات النفطية، والمنسوجات، والأسمنت، والزجاج، والأسبستوس، والتبغ.

## وصلات خارجية
الحكومة
- جمهورية موزنبيق - البوابة الحكومية الرسمية (بالبرتغالية)

معلومات عامة
- أطلس اجتماعي من البنك الدولي (بالإنجليزية)
- موزمبيق  على كتاب حقائق العالم
- موزنبيق - أرشيفيات مكتبية (بالإنجليزية)
- موزمبيق على مشروع الدليل المفتوح